# Blair Tuke
Blair Tuke (Kawakawa, 25 de julho de 1989) é um velejador neozelandês, campeão olímpico.

## Carreira
Blair Tuke representou seu país nos Jogos Olímpicos de 2012, na qual conquistou a medalha de prata na classe 49er. 

### Rio 2016
Blair Tuke  nos Jogos Olímpicos de Verão de 2016 foi o porta-bandeira da Nova Zelândia, junto com Peter Burling na qual conquistou medalha de ouro na classe 49er, com uma campanha muito segura, venceram antes mesmo da regata da medalha.